# 贝尔塞
贝尔塞（法語：Bersée，法語發音：[bɛʁse]）是法国上法兰西大区北部省的一个市镇，位于该省中部，属于里尔区。

## 地理
贝尔塞（50°28'55"N, 3°8'41"E）面积10.93 平方千米，位于法国上法蘭西大區北部省，该省份为法国最北部的省份及最长的省份，西北濒北海，西接加来海峡省，南至埃纳省和索姆省，东与比利时接壤。
与贝尔塞接壤的市镇（或旧市镇、城区）包括：佩韦勒地区卡佩勒、欧希莱索尔希、库蒂什、福蒙、梅里尼、佩韦勒地区蒙斯。

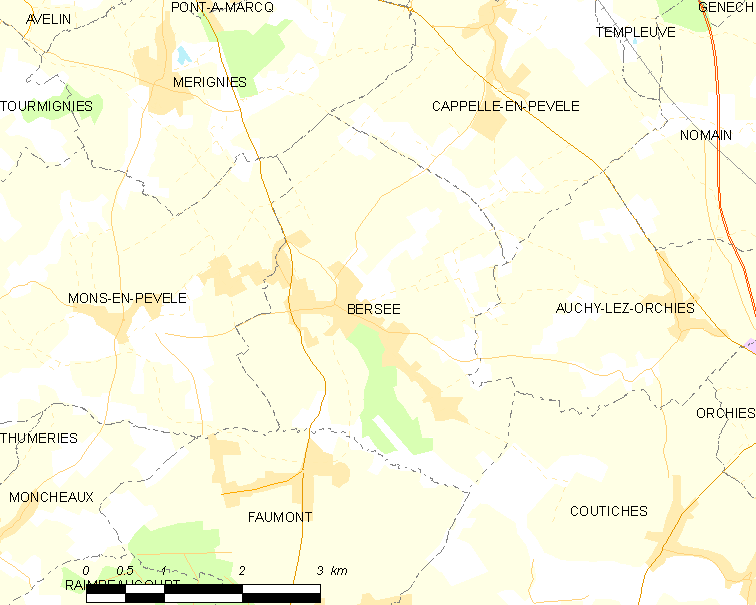
贝尔塞的OSM定位图

贝尔塞的时区为UTC+01:00、UTC+02:00（夏令时）。

## 行政
贝尔塞的邮政编码为59235，INSEE市镇编码为59071。

## 政治
贝尔塞所属的省级选区为佩韦勒地区唐普勒沃县。

## 人口

1962-2008年间贝尔塞人口变化图示

贝尔塞于2022年1月1日时的人口数量为2289人。